# Congrégation de La Chaise-Dieu
La congrégation de La Chaise-Dieu, dont les moines sont appelés les Casadéens, est une congrégation religieuse catholique, fondée au monastère de La Chaise-Dieu par Robert de Turlande (canonisé en 1070), en 1043.
Elle fut rattachée en 1640 à la congrégation de Saint-Maur par le cardinal de Richelieu.